# Спираль (фильм, 2007)
«Спираль» (англ. Spiral) — триллер американских режиссёров Адама Грина и Джоэла Дэвида Мура. Последний также является соавтором сценария и исполнителем главной роли в ленте.

## Сюжет
Мэйсон — нелюдимый офисный служащий, всё свободное время проводящий рисуя портреты молодых девушек. В фирму, где он работает, приходит новая сотрудница, Эмбер. Она видит рисунки Мэйсона и решает стать его натурщицей. Постепенно они сближаются, но вскоре Эмбер начинает интересовать то, кем были девушки, которых Мэйсон рисовал до знакомства с ней. Её желание узнать правду приводит к непредсказуемым последствиям.

## В ролях
- Джоэл Дэвид Мур — Мэйсон
- Эмбер Тэмблин — Эмбер
- Закари Леви — Беркли
- Триша Хелфер — Саша
- Рилиа Вандербилт — девушка в автобусе

## Отзывы
Фильм «Спираль» имеет противоречивые отзывы, его рейтинг на сайте-агрегаторе рецензий Rotten Tomatoes составляет 50 %, а на сайте Metacritic он имеет 40 баллов из 100 возможных.

## Награды
- 2007 — Международный кинофестиваль в Санта-Барбаре ( США)
Награда «Gold Vision Award»[1]
- 2007 — Кинофестиваль в Остине ( США)
Награда «Next Wave» (2-е место)[2]